# Бернард Лагат
Бернард Кипчирчир Лагат (енгл. Bernard Kipchirchir Lagat; Капсабет, 12. децембар 1974.) некадашњи је кенијско-амерички тркач на средње и дуге стазе.
Са својим личним рекордом од 3:26,34, Лагат је кенијски рекордер на 1.500 м на отвореном. Након што је постао амерички држављанин, оборио је америчке рекорде у тркама на 1500 м, једну миљу, 3.000 м и 5.000 м.
Лагат је петоструки олимпијац, такмичио се на играма 2000, 2004, 2008, 2012. и 2016. и тринаестоструки је освајач медаља на светским првенствима и Олимпијским играма, укључујући пет златних медаља. У 41. години завршио је 5. у финалу трке на 5000 м на Олимпијским играма у Рију.
Лагатов дугогодишњи тренер је Џејмс Ли са Универзитета Аризона, са којим је радио више од деценије. Данас је Лагат главни тренер у кросу и помоћни тренер у атлетици на Универзитету Аризона.

## Одрастање
Лагат је рођен у селу Каптел, у близини града Капсабет у округу Нанди у Кенији. Он је припадник Нанди племена из народа Каленџин.
Средњу школу завршио је 1994. и тада је и започео да тренира атлетику. Придружио се Универзитету за пољопривреду и технологију Јомо Кенијата у Најробију 1996. Касније исте године преселио се на Вашингтонски државни универзитет (ВСУ) у САД.
1998. године, док је био на ВСУ, Лагат је на првенству НЦАА; победио у трци на једну миљу и на 3.000 м у дворани, као и на 5.000 м на отвореном.
2000. Лагат је дипломирао на Вашингтонском државном универзитету са дипломом менаџмента информационих система.
Лагатова браћа и сестре су се такође такмичили у атлетици. Његова старија сестра Мери Чепкембои освојила је злато у трци на 3.000 м на Афричком првенству 1984. Његова млађа сестра Виола Чепту је заузела друго место на маратону у Њујорку 2021.

## Представљање Кеније (2000–2004)
Лагат је први пут представљао своју родну Кенију на Олимпијским играма 2000. у Сиднеју. У веома драматичној завршници, Ноа Нгени је освојио злато, Ел Геруж је освојио сребро, а Лагат бронзу у трци а 1.500 метара.
Следећег лета, на Светском првенству у Едмонтону. Лагат је освојио сребрну медаљу, иза Ел Геружа. Касније тог лета, на митингу у Бриселу, Лагат је поставио кенијски национални рекорд и постао други најбржи атлетичар икада на 1.500 м када је трчао 3:26,34, завршивши на другом месту у овој трци иза Хишама Ел Геружа (3:26,13).
На Светском првенству у дворани 2003. Лагат је освојио сребрну медаљу на 1.500 м. Лагат се повукао са Светског првенства на отвореном 2003. након што је анализа крви показала трагове ЕПО у његовом систему. Његов Б узорак је био негативан, што га је ослободило свих оптужби.
У трци на 3.000 м на Светском првенству у дворани 2004. Лагат је освојио златну медаљу. На Олимпијским играма 2004. Лагат је у финалу стигао други иза Ел Геружа.

## Представљање Сједињених Држава (2005 – 2016)

### Почетак америчке каријере
У марту 2005. Лагат је објавио да је постао натурализовани држављанин Сједињених Држава на дан 7. маја 2004. године. Лагат је наступио за своју домовину Кенију на Олимпијским играма 2004. године, освојивши сребро на 1.500 м. Иако Кенија у то време није дозвољавала двојно држављанство, њему је било дозвољено да задржи своју медаљу. Лагат је постао такмичар за Сједињене Државе, али му је привремено забрањен наступ на међународним шампионатима, па је тако пропустио Светско првенство у Хелсинкију 2005.
Пошто САД дозвољавају двојно држављанство, трке које је Лагат водио након 7. маја 2004. потврђене су као амерички рекорди, пошто америчка правила наводе да спортиста мора бити држављанин САД који се такмичи на одобреном такмичењу да би могао да постави национални рекорд. Његова победа од 3:27,40 на 1.500 метара, 6. августа 2004. у Цириху, потврђена је као амерички рекорд 2018. године, али не и као рекорд Северноамеричког континента.
Ипак, Лагат поседује три рекорда САД са трка из 2005. које је ратификовао УСАТФ (Административна институција атлетике САД). Његови први амерички рекорди дошли су у затвореном простору, са 3:49,89 у трци на једну миљу у Фејетвилу, 11. фебруара 2005. Током ове трке је његово пролазно време на 1.500 метара износило 3:33.34 што је такође било брже од дотадашњег америчког рекорда. Лагатово победничко време од 3:29,40, на 1.500 метара на отвореном у Ријетију (28. августа 2005.) потврђено је као његов трећи рекорд САД.

### Двоструки светски шампион
На Светском првенству 2007. у Осаки Лагат је постао први атлетичар који је постао светски шампион у обе трке: на 1.500 м и на 5.000 м на истом Светском првенству.

### Олимпијске игре 2008. и Светско првенство 2009.
На Олимпијским играма 2008. у Пекингу Лагат није успео да прође даље од полуфинала трке на 1.500 м. На 5.000 м стигао је до деветог места у финалу. Лагат је трчао са повређеном Ахиловом тетивом, што је ометало његов тренинг и допринело његовом лошем наступу на Олимпијским играма. Следеће сезоне је почео са тренинзима на великим висинама у Флагстафу у Аризони.
На Светском првенству 2009. освојио је бронзану медаљу у трци на 1.500 м и сребрну медаљу у трци на 5.000 м.

### 2010. до 2020.
На Светском првенству 2011. Лагата је у самом финишу трке на 5.000 метара победио Мо Фара.
На Олимпијским играма у Лондону 2012. Лагат је завршио четврти на 5.000 м, прешавши циљну линију 1,33 секунде иза победника Мо Фаре.
Лагат је постао најстарији тркач на Летњим олимпијским играма који је икада представљао Сједињене Државе. 20. августа 2016. Лагат је у својој 41. години живота освојио 5. место у финалу трке на 5.000 метара у Рио де Жанеиру.
Лагат је своју последњу трку као професионалац истрчао 3. септембра 2016. на митингу у Берлину где је освојио друго место на 3.000 метара.
Лагат је 10. септембра 2017. завршио као осми на полумаратону у Њукаслу са временом 1:03:02.
Лагат је трчао на маратону у Њујорку 4. новембра 2018. и завршио на 18. месту са временом 2:17:20. Имао је предност у односу на другопласираног у својој старосној групи од 11:15 минута.
Дана 29. фебруара 2020. Лагат је стигао 18. у времену 2:14:23 на маратону у Атланти. У припреми за ову трку имао је 30 км тркачки тренинг у Кенији са тадашњим светским рекордером Елиудом Кипчогеом.

## Приватно
Бернард Лагат живи у Тусону у Аризони и у Тибингену, у Немачкој са супругом Гледис Том која је Канађанка кинеског порекла. Њих двоје су се упознали док су похађали Вашингтонски државни универзитет. Њихов син Мик Кимута рођен је 2006. а ћерка Ђана рођена је 2008. године. Бернард Лагат је католик по вероисповести.

## Међународна такмичења
| Година                | Такмичење                   | Место                           | Позиција              | Дисциплина            | Резултат              | Белешка               |
| Представљајући Кенију | Представљајући Кенију       | Представљајући Кенију           | Представљајући Кенију | Представљајући Кенију | Представљајући Кенију | Представљајући Кенију |
| --------------------- | --------------------------- | ------------------------------- | --------------------- | --------------------- | --------------------- | --------------------- |
| 1999                  | Универзијада                | Палма де Мајорка, Шпанија       | 1.                    | 1.500 м               | 3:40.99               |                       |
| 2000                  | Олимпијске игре             | Сиднеј, Аустралија              | 3.                    | 1.500 м               | 3:32.44               |                       |
| 2001                  | Светско првенство у дворани | Лисабон, Португалија            | 6.                    | 3.000 м               | 7:45.52               |                       |
| 2001                  | Игре добре воље             | Бризбејн, Аустралија            | 5.                    | Миља                  | 3:57.10               |                       |
| 2001                  | Светско првенство           | Едмонтон, Канада                | 2.                    | 1.500 м               | 3:31.10               |                       |
| 2002                  | Афричко првенство           | Радес, Тунис                    | 1.                    | 1.500 м               | 3:38.11               |                       |
| 2002                  | Континентални куп           | Мадрид, Шпанија                 | 1.                    | 1.500 м               | 3:31.20               |                       |
| 2003                  | Светско првенство у дворани | Бирмингем, Уједињено Краљевство | 2.                    | 1.500 м               | 3:42.62               |                       |
| 2004                  | Светско првенство у дворани | Будимпешта, Мађарска            | 1.                    | 3.000 м               | 7:56.34               |                       |
| 2004                  | Олимпијске игре             | Атина, Грчка                    | 2.                    | 1.500 м               | 3:34.30               |                       |
| Представљајући САД    |                             |                                 |                       |                       |                       |                       |
| 2007                  | Светско првенство           | Осака, Јапан                    | 1.                    | 1.500 м               | 3:34.77               |                       |
| 2007                  | Светско првенство           | Осака, Јапан                    | 1.                    | 5.000 м               | 13:45.87              |                       |
| 2008                  | Олимпијске игре             | Пекинг, Кина                    | 9.                    | 5.000 м               | 13:26.89              |                       |
| 2009                  | Светско првенство           | Берлин, Немачка                 | 3.                    | 1.500 м               | 3:36.20               |                       |
| 2009                  | Светско првенство           | Берлин, Немачка                 | 2.                    | 5.000 м               | 13:17.33              |                       |
| 2010                  | Светско првенство у дворани | Доха, Катар                     | 1.                    | 3.000 м               | 7:37.97               |                       |
| 2010                  | Континентални куп           | Сплит, Хрватска                 | 1.                    | 3.000 м               | 7:54.75               |                       |
| 2010                  | Континентални куп           | Сплит, Хрватска                 | 1.                    | 5.000 м               | 13:58.23              |                       |
| 2011                  | Светско првенство           | Даегу, Јужна Кореја             | 2.                    | 5.000 м               | 13:23.64              |                       |
| 2012                  | Светско првенство у дворани | Истанбул, Турска                | 1.                    | 3.000 м               | 7:41.44               |                       |
| 2012                  | Олимпијске игре             | Лондон, Уједињено Краљевство    | 4.                    | 5.000 м               | 13:42.99              |                       |
| 2013                  | Светско првенство           | Москва, Русија                  | 6.                    | 5.000 м               | 13:29.24              |                       |
| 2014                  | Светско првенство у дворани | Сопот, Пољска                   | 2.                    | 3.000 м               | 7:55.22               |                       |
| 2016                  | Олимпијске игре             | Рио де Жанеиро, Бразил          | 5.                    | 5.000 м               | 13:06.78              |                       |

## Лични рекорди
| Дисциплина           | Резултат | Датум             | Место                 |
| -------------------- | -------- | ----------------- | --------------------- |
| 1.500 метара         | 3:26.34  | 24. август 2001.  | Брисел                |
| Миља                 | 3:47.28  | 29. јун 2001.     | Рим                   |
| Миља (у дворани)     | 3:49,89  | 14. фебруар 2008. | Бостон                |
| 3.000 метара         | 7:29.00  | 28. август 2010.  | Ријети                |
| Две миље (у дворани) | 8:09.49  | 16. фебруар 2013. | Њујорк                |
| 5.000 метара         | 12:53,60 | 22. јул 2011.     | Монако                |
| 10.000 метара        | 27:49.36 | 1. мај 2016.      | Пало Алто             |
| Полумаратон          | 1:02:00  | 14. јануар 2018.  | Хјустон               |
| Маратон              | 2:12:10  | 6. јул 2019.      | Квинсленд, Аустралија |